# Stockholmer Moschee

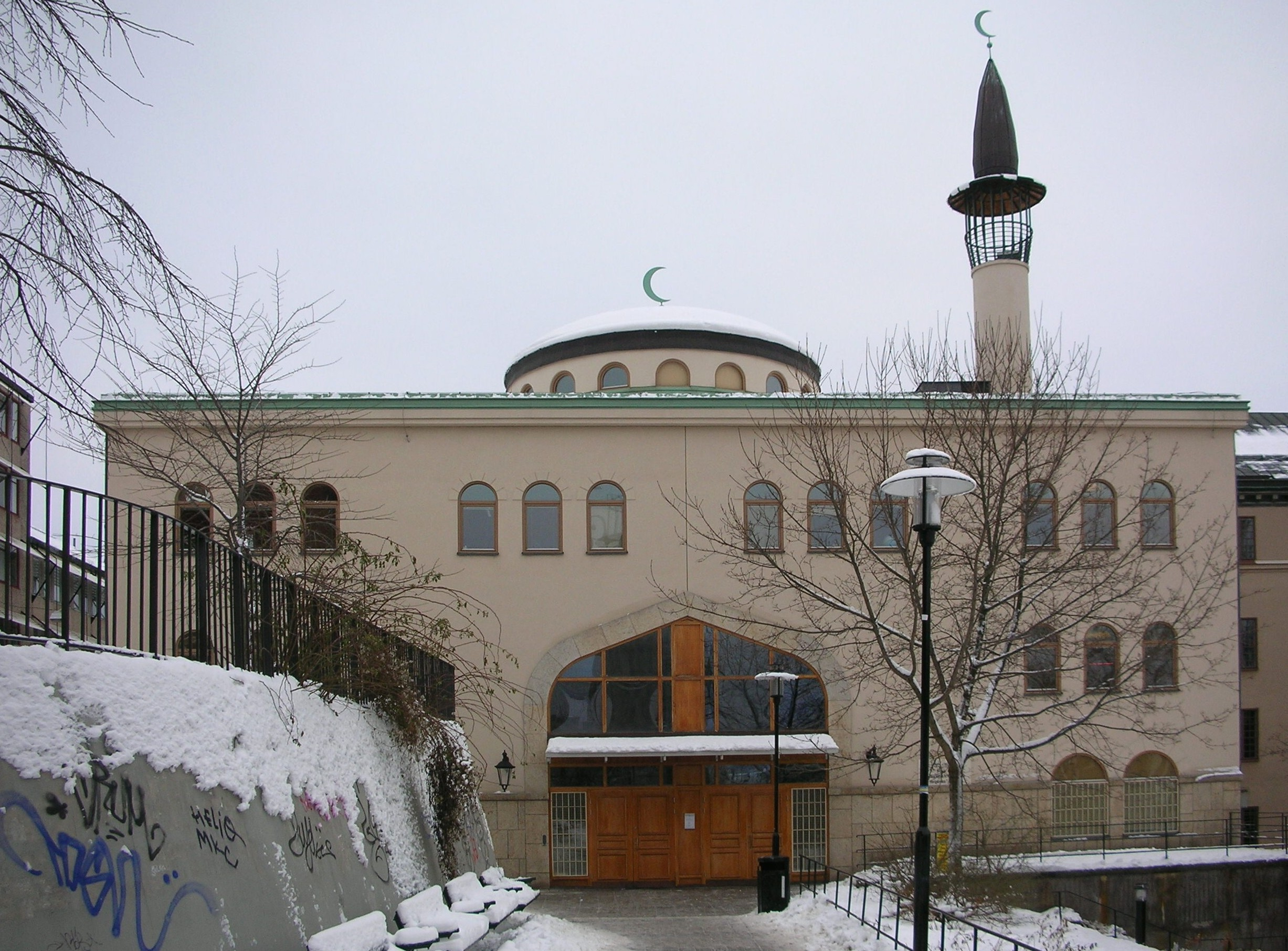
Stockholmer Moschee, Januar 2006

Die Zayed bin Sultan Al Nahyans Moschee (schwedisch: Zaid Ben Sultan Al Nahayans moské, arabisch جامع زايد بن سلطان آل نهيان), im Allgemeinen bekannt als Stockholmer Moschee (Stockholms moské) oder Stockholmer Großmoschee (Stockholms stora moské), ist die größte Moschee in Stockholm, Schweden. Sie befindet sich in der Kapellgränd 10, anliegend an den kleinen Park Björns trädgård im Stockholmer Stadtteil Södermalm. Die Moschee wird von der Islamiska förbundet i Stockholm (Islamischer Verband in Stockholm) verwaltet und wurde im Jahr 2000 eingeweiht. Sie ist nach dem früheren Emir von Abu Dhabi Zayid bin Sultan Al Nahyan benannt.

## Geschichte
Diskussionen um eine neue Moschee in der Region Stockholm gab es schon zwanzig Jahre bevor die Pläne im Jahr 2000 realisiert wurden. Das erste Vorhaben war, das Gebäude Borgerskapets änkhus am Norrtull zu benutzen. Andere diskutierte Orte waren Observatorielunden, Kristineberg, Skärholmen, Tensta und Jarlaplan. Im März 1995 entschied der Stadtrat von Stockholm, nachdem man zuerst die muslimischen Führer hinzuzog, das alte Kraftwerk Katarinastationen in eine Moschee umzuwandeln. Das denkmalgeschützte Gebäude, dass von dem Jugendstil-Architekten Ferdinand Boberg entworfen und 1903 fertiggestellt wurde, war bereits in seiner ursprünglichen Fassung von "maurisch"-islamischer Architektur beeinflusst. Boberg wurde nach seiner Reise nach Marokko inspiriert und baute das Gebäude mit der Ausrichtung nach Mekka und stattete es mit hohen Fensterbögen aus. 1996 wurde der Bau von der Stadt Stockholm an den Islamischen Verband in Stockholm für 8 Millionen Schwedische Kronen verkauft. Der Umbau der Moschee wurde jedoch aufgrund von Protesten und Anfechtungen verzögert und begann erst im Jahr 1999. Am 8. Juni 2000 wurde die Moschee eingeweiht.

## Kontroversen

### Verbindungen zur Muslimbruderschaft
Einem Artikel des Svenska Dagbladet zufolge unterhält die Leitung der Moschee Verbindungen zur sunnitischen panislamischen Bewegung der Muslimbrüder.

### Yusuf al-Qaradawi
Im Juli 2003 wurde der ägyptische islamische Gelehrte Yusuf al-Qaradawi eingeladen um in der Moschee innerhalb einer Konferenz, die von dem European Council for Fatwa and Research (mitbegründet von al-Qaradawi) arrangiert wurde, eine Rede zu halten. Ebenfalls an der Konferenz teilgenommen hat Raschid al-Ghannuschi, Führer der verbotenen tunesischen Islamisten-Partei Hizb al-Nahda. Während der Konferenz drückte al-Qaradawi seine Befürwortung für Selbstmordanschläge gegenüber israelische Zivilisten aus, die er als "notwendigen heiligen Krieg" bezeichnete Weitergehend erklärte er: 

„Even if an innocent child is killed as a result of this holy war then it is not deliberate but rather because of the neccessities of the war. Neither in the future will these so called civilians stopped be intruders, evil, tyrants and oppressors.“

Die Predigt wurde von Fredrik Malm, einem Politiker der Folkpartiet liberalerna, der Polizei gemeldet.

### Predigt-Übersetzungen
Im Mai 2004 schrieb der irakisch-schwedische Journalist Salam Karam einen Artikel im Svenska Dagbladet, in dem er behauptet, dass die Moschee vorsätzlich umstrittene Teile der arabisch-schwedischen Übersetzung der Predigten, die in der Moschee vom Imam Hassan Moussa gehalten wurden, falsch übersetzte und/oder weggelassen hat. Karam führte an, dass beispielsweise die Phrase "die Vereinigten Staaten vergewaltigen den Islam" ("the United States rapes Islam") mit "Wir verurteilen die amerikanischen Folterungen der Irakischen Gefangenen" ("We condemn the U.S. torture of Iraqi prisoners") vom Dolmetscher übersetzt wurde. Ein anderer strittiger Teil der, gemäß Karam, in der Übersetzung weggelassen wurde, ist der folgende:
"The U.S. will pay the price for all the martyrs who have died in Palestine. There are those who spread lies in the media and say that we in the mosque don't consider the former Hamas leader, Sheikh Ahmed Yassin, to be a martyr. He is indeed a martyr – the martyr of the martyrs. I want to send that word to everyone in Sweden."
Die Moschee wies die Vorwürfe ab und sagte, dass nur bestimmte Teile auf Grund der "Zeitdauer" ausgelassen wurden.

### Yasin-Bänder
Im November 2005 berichtete Sveriges Radio dass der Buchladen, der sich in der Moschee befindet, Kassetten mit harschen antisemitischem Inhalt verkauft. Auf einem der Kassetten, mit einem Bild des ermordeten Hamas-Führer Scheich Ahmad Yasin auf der Hülle, wurden Juden als "Krankheit", die "Brüder von Affen und Schweinen" bezeichnet, und dass die "einzige Lösung" gegen die Juden der Dschihad sei. Es wurde des Weiteren ein Hadith mit der folgenden Botschaft vorgelesen:
"Oh Allah, exterminate the Jews, Oh Allah, exterminate the Jews, Oh Allah, exterminate the Jews! Oh, Allah, curse them and expel them and let them be whipped with suffering. Oh Allah, over heaven and earth!"
Der schwedische Justizkanzler Göran Lambertz entschied, ein Ermittlungsverfahren bezüglich Hassreden (hets mot folkgrupp) einzuleiten. Während der Razzia wurde eine Vielzahl von Kassetten, CD-Roms und Videobänder konfisziert. Am 2. Januar 2006 entschied Lambertz die Ermittlungen einzustellen. Laut Lambertz verstoßen die Aussagen die auf den Bändern gemacht werden, obwohl sie "sehr kritisch gegenüber den Juden" sei, nicht gegen schwedisches Recht, zudem müsse man sie "in Anbetracht des historischen und gegenwärtigen Konfliktes im Nahen Osten" betrachten. Die Entscheidung des Justizkanzlers wurde stark kritisiert, unter anderem von bedeutenden jüdischen Organisationen in Schweden, dem Schwedischen Komitee gegen Antisemitismus (Svenska Kommittén Mot Antisemitism) und mehreren prominenten schwedischen Journalisten und Autoren.
Ein Gesuch, der Lambertz dazu bewegen sollte die Entscheidung zu überdenken, wurde ebenso gestellt und von mehr als 3.000 Menschen unterschrieben. Dennoch entschied sich Lambertz dagegen, seinen Beschluss nochmals zu prüfen.